# Божович, Саша
Са́ша Бо́жович (серб. Саша Божовић), урождённая Магазинович (серб. Саша Магазиновић); 1912—1995) — югославский врач и писательница, участница Народно-освободительной войны Югославии. Автор книги «Тебе, моя Долорес», которая стала одной из самых тиражируемых в Югославии и заняла первое место в списке наиболее читаемых книг в 1980 году.

## Биография
Родилась 4 августа 1912 в Белграде в семье священника, бывшего офицера сербской армии Саво Магазиновича. Окончила медицинский факультет Белградского университета в 1937 году. Накануне авианалёта немцев на Белград 6 апреля 1941, который стал началом войны, вместе с супругом перебралась в Подгорицу, где он проживал.
Муж после оккупации страны вступил в ряды партизан, вошёл в число организаторов черногорского антифашистского восстания 13 июля. Был арестован итальянцами и сначала отбывал тюремное заключение в тюрьме, а затем был переведён в лагерь для военнопленных в городе Каваи (Албания). Сама Саша на тот момент была беременна. В начале ноября её доставили в госпиталь Тираны, где Саша родила дочку, которую назвала Долорес (в честь легендарной участницы Гражданской войны в Испании Долорес Ибаррури). В конце 1941 года была освобождена югославскими партизанами в обмен на пленного итальянского офицера.
Саша вместе с партизанами перешла на освобождённую территорию Черногории в Пипер, где создала первую мобильную партизанскую больницу в Черногории, став её главврачом. Несла службу во 2-й пролетарской ударной бригаде и 2-й пролетарской дивизии в качестве санитара. О дочери Долорес особенно сильно заботились многие партизаны (в том числе и Сава Ковачевич), которые называли её «Младшей партизанкой». Однако 7 марта 1943 случилась трагедия: полуторагодовалая Долорес умерла от голода, холода и усталости, во время битвы на Неретве, незадолго до прибытия в Центральную больницу НОАЮ. Похоронена маленькая девочка была у стен францисканского монастыря в селе Шчит. Смерть дочери стала для Саши тяжёлым ударом, и с её смертью она не смогла смириться вплоть до конца своих дней.
28 сентября 1943 Саша Божович в сопровождении политрука больницы Богдана Радана и бомбаша Бошки Бухи попала в засаду чётников во главе с майором Джорджие Лашичем. В результате короткого боя Радан и Буха были убиты: Радан пал после первых же выстрелов, а Буха ещё некоторое время сопротивлялся. Саша попала в плен. На допросе присутствовал православный священник, который, по невероятному совпадению, был прекрасно знаком с родом Магазиновичей. Именно его слова вынудили Лашича сохранить жизнь Саше. Вскоре партизаны освободили своего врача, и она возобновила руководство больницей. В октябре 1944 в рамках Белградской операции она стала военным делегатом при Службе Красного Креста в Югославии, в ноябре месяце за вклад в оказание медицинской помощи партизанам её приняли в Компартию. В конце войны она дослужилась до звания полковника.
После войны Саша Божович возглавила Красный Крест Югославии. Она работала главврачом Военного госпиталя Белграда, а затем в качестве специалиста по пульмологии занимала должность руководителя Антитуберкулёзного института. Параллельно она писала книги, посвящённые войне, и самая первая книга была посвящена её умершей дочке — «Тебе, моя Долорес». Тираж книги составил 70 тысяч экземпляров, а сама книга в списке самых читаемых книг 1980 года заняла первое место. Также Божович написала ещё три книги о войне.
Известный врач Саша Божович скончалась 10 декабря 1995 в Белграде на 84-м году жизни. Была награждена медалью Партизанской памяти 1941 года и рядом других орденов и медалей.

## Семья
Её муж, доктор медицинских наук и профессор Борислав Божович, за время войны дослужился до звания генерал-майора, после войны работал председателем медицинского отделения Сербской академии наук, специалистом по энокринологии, профессором медицинского факультета Белградского университета и личным врачом Иосипа Броза Тито.
Войну пережили её два сына Иван и Славко и дочь Ива. Иван и Славко некогда играли в ВИА «Црни Бисери», позднее Иван эмигрировал в США с женой Наташей и дочерьми Долорес и Мариетой. Дочь Ива ныне работает врачом-гинекологом в Катаре.